# Сполетское герцогство
Споле́тское ге́рцогство — феодальное государство со столицей в Сполето, существовавшее в Центральной Италии в 570—776 и 842—1201 годах, после чего вошло в состав Папской области.

## Лангобардское государство
В 568 году в Италию вторглись лангобарды и завоевали её. Их государство представляло собой конгломерат герцогств, находившихся в вассальной зависимости от короля, двор которого с 572 года размещался в Павии. В 570 году лангобарды захватили Сполето. Однако после смерти короля Альбоина, ещё при жизни его слабого наследника Клефа, герцогства, особенно в Южной Италии, стали объявлять себя независимыми от короля. К 575 или 576 году один из вождей лангобардов Фароальд завоевал Нурсию и Сполето, и основал самостоятельное герцогство. Фароальд восстановил оборонительные сооружения города, разрушенные во время византийско-готских войн Тотилой.
Герцоги Сполето вели постоянную войну с находящимся в подчинении Византии Равеннским экзархатом, периодически расширяя свою территорию за счёт земель Умбрии, Лацио, Абруцци и Анконской марки и теряя свои завоевания.
Второй герцог Сполето Ариульф воевал с Византией, совершив военные походы против Равенны (579—592) и Рима (592).
Его преемник Теоделап, сын Фароальда, начал строить Сполетский собор. В Сполето уже с IV века была епископская кафедра.
За этим последовало правление герцогов Атто (653—663), Тразимунда I (663—703) и Фароальда II (703—724). Последний напал на Классис, порт Равенны, и сжёг его, хотя позже по приказу короля лангобардов Лиутпранда вынужден был восстановить его.
В 724 году Фароальд был смещён своим сыном Тразимундом II, который в противовес Лиутпранду заключил союз с папой Григорием III. Папа и предоставил ему убежище в 738 году, когда Лиутпранд выиграл войну, захватив Сполето и назначив герцогом Хильдерика. В 740 году Тразимунду удалось убить Хильдерика, но в 742 году он был вынужден Лиутпрандом уйти в монастырь, а новым герцогом был назначен Агипранд.
Король Лиутпранд умер в 744 году, обеспечив зависимость Сполето от Павии, так что дальнейшая смена власти не представляла проблем для ломбардских королей. В VIII веке три герцога Сполето были королями, что показывает тесную связь между Сполето и Павией.

## Имперский феод
В 776 году, через два года после Павии, Сполето сдался войскам Карла Великого, который формально стал ломбардским королём. Территория герцогства была передана церкви, но Карл сохранил за собой право назначать герцогов.
В 842 году герцогство было восстановлено франками для защиты пограничной территории Франкского государства. Сполето управлял зависимый от франков маркграф.
Герцог Гвидо I из династии Гвидонидов в 859 году разделил герцогство между двумя своими сыновьями, Ламбертом II и Гвидо III, при этом последний стал правителем независимого маркграфства Камерино. Ламберт вынужден был отражать атаки сарацин из Барийского эмирата и византийцев. В 871 году он был смещён, в 876 году вернулся на трон, а в 880 году отлучён от церкви папой Иоанном VIII. После этого его брат объединил две части бывшего герцогства под своим правлением. С тех пор государство было известно как герцогство Сполето и Камерино.
После смерти Карла Толстого папа Стефан V короновал Гвидо III королём Италии и императором Запада. В следующем году папа Формоз короновал его сына Ламберта III, также сполетского герцога, который стал соправителем Гвидо.
Сполетские герцоги продолжали вмешиваться в дела Рима. Так, герцог Камерино, а впоследствии и герцог Сполето, Альберих I, женился на римлянке Марозии, любовнице папы Сергия III, и попытался захватить власть над Римом, но был убит в 924 году.
В 939 году Беренгар II, император и король Италии, снова выделил Сполето как маркграфство, но позже император Оттон I передал бо́льшую часть земель герцогства Риму. Герцогство всё более и более становилось разменной монетой для императоров.
В 967 году Оттон II Рыжий на короткое время объединил Сполето, Беневенто и Капую, и назначил князя Беневенто Пандульфа I герцогом Сполето. После смерти Пандульфа в 989 году он передал Сполето маркграфу Тосканы Гуго Великому. Герцогство снова было объединено с Тосканой в 1057 году лотарингским герцогом Годфридом Бородатым, женившимся на вдове сполетского герцога Беатрисе.
Во время Борьбы за инвеституру сполетских герцогов назначал император Генрих IV, а затем маркграфство перешло к семейству Урслинген, маркграфов Анконы.
В 1155 году город был разрушен императором Фридрихом Барбароссой, но быстро восстановлен.
В 1158 году император передал герцогство тосканскому маркграфу Вельфу VI, а Генрих VI назначил герцогом Конрада Урслингена.
В 1201 году император Оттон IV подарил Сполето папе римскому, и с 1213 года город управлялся губернатором (обычно в ранге кардинала), непосредственно подчинённым папе.
Другие земли герцогства отошли Неаполитанскому королевству. Короли Савойской династии носили титул Сполетских герцогов.